# Горка (Саксонія)
Горка (нім. Horka) — громада в Німеччині, розташована в землі Саксонія. Входить до складу району Герліц.
Площа — 40,79 км2. Населення становить 1673 ос. (станом на 31 грудня 2020).